# ۸ اردیبهشت
۸ اردیبهشت سی و نهمین روز سال در گاه‌شماری خورشیدی است. به پایان سال ۳۲۶ روز (۳۲۷ روز در سال کبیسه) باقی‌است.

## مناسبت‌ها
- روز جهانی ایمنی و بهداشت حرفه‌ای[۱]

## رویدادها
- ۱۳۳۰ - بنیان‌گذاری دولت نخست محمد مصدق
- ۱۳۹۲ - حادثه ۸ اردیبهشت ۱۳۹۲ فروند هواپیمای نورثروپ اف-۵ نهاجا
- ۱۳۹۵ - حادثه ۸ اردیبهشت ۱۳۹۵ فروند آموزشی چنگدو جی-۷
- ۱۴۰۰ - قادر رحیم‌زاده به دستور سید علی خامنه‌ای به‌عنوان فرمانده قرارگاه پدافند هوایی خاتم‌الانبیا انتخاب شد

## زادروزها
- ۱۳۰۰ - سیمین دانشور، نویسنده
- ۱۳۴۲ - چنگیز مهدی‌پور، نوازنده
- ۱۳۴۵ - علیرضا پهلوی دوم، از فرزندان محمدرضا پهلوی و فرح پهلوی
- ۱۳۴۶ - رضا ایرانمنش، بازیگر
- ۱۳۵۸ - بهرام رادان، بازیگر
- ۱۳۷۴ - میلاد زکی پور، بازیکن فوتبال

## درگذشت‌ها
- ۱۳۷۹ - نورالدین رضوی سروستانی، خواننده
- ۱۳۹۰ - منوچهر سخایی، خواننده و بازیگر
- ۱۴۰۲ - فخری نیکزاد، مجری رادیو و گوینده
- ۱۴۰۲ - حمیدرضا الداغی، از شهروندان ایران